# Nemoguća misija: Konačna odmazda
Nemoguća misija: Konačna odmazda (eng. Mission: Impossible – The Final Reckoning) američki je akcijski špijunski film iz 2025. godine u režiji Christophera McQuarrieja prema scenariju koji je napisao zajedno s Erikom Jendresenom. Nastavak filma Nemoguća misija: Odmazda (2023.) osmi je dio filmskoga serijala „Nemoguća misija”. Tom Cruise, Hayley Atwell, Ving Rhames, Simon Pegg, Henry Czerny i Angela Bassett repriziraju svoje uloge iz prethodnih filmova.
U siječnju 2019. Cruise je najavio da će se sedmi i osmi film serijala Nemoguća misija snimati jedan za drugim, a McQuarrie će biti suscenarist i režiser oba filma. Planovi za osmi film kasnije su se promijenili u veljači 2021. Ubrzo nakon toga objavljeni su i povratak i novi članovi glumačke postave, uključujući Lornea Balfea, koji je skladao glazbu za druga dva filma u franšizi. Snimanje je započelo u ožujku 2022. u Ujedinjenom Kraljevstvu, a snimanje se odvijalo i na Malti, u Južnoj Africi i Norveškoj. Produkcija je zaustavljena u srpnju 2023. zbog štrajka, nastavljena je u ožujku 2024. i završila u studenom 2024. Film, izvorno nazvan Nemoguća misija – Obračun s mrtvima, drugi dio, ukinuo je podnaslov u listopadu 2023., a novi podnaslov objavljen je u studenom 2024. S procijenjenim proračunom od 300 do 400 milijuna dolara, jedan je od najskupljih filmova ikad snimljenih.
Film Nemoguća misija: Konačna odmazda imao je svjetsku premijeru u Tokiju 5. svibnja 2025., prikazan je izvan konkurencije na 78. filmskom festivalu u Cannesu 14. svibnja, a u Sjedinjenim Državama trebao bi biti prikazan u kinima 23. svibnja od strane Paramount Picturesa. Film je dobio pozitivne kritike kritičara.

## Radnja
Agent IMF-a Ethan Hunt bori se protiv Gabriela, odmetnutog agenta koji radi za umjetnu inteligenciju zvanu Entitet. Gabriel prisiljava Ethana da iz potopljene ruske podmornice izvuče središnji modul („Zečje stopalo”) koji bi mu omogućio kontrolu nad kodom Entiteta.
Nakon što pobjegne s kolegama Benjijem, Parisom i Theom, Ethan otkriva da Entitet planira nuklearnu apokalipsu i treba mu pristup južnoafričkom digitalnom bunkeru. Luther se žrtvuje deaktivirajući Gabrielovu londonsku bombu, dok predsjednik Sloane ovlašćuje Ethana da radi samostalno protiv želja ravnatelja CIA-e Kittridgea.
Na otoku Sv. Matej u Beringovu moru, tim pronalazi prognanog analitičara CIA-e Williama Donloea, koji daje koordinate podmornici. Ethan izvlači modul iz olupine, ali gotovo pogine tijekom izrona.
Tim planira uhvatiti Entitet koristeći Lutherov zlonamjerni software „Otrovna pilula”. U južnoafričkom bunkeru suočavaju se s Gabrielom i Kittridgeom, koji obojica traže kontrolu nad Entitetom. Tijekom sukoba, Gabriel aktivira drugu nuklearnu napravu i bježi.
Ethan progoni Gabriela u potjeri za zrakoplovom, vraćajući „Otrovnu pilulu” nakon Gabrielove smrti. Tim uspješno izolira Entitet na fizički pogon, sprječavajući nuklearnu prijetnju. Ethan sklapa mir s Jamesom Phelpsom Jr. (agent Briggs), sinom svog bivšeg vođe tima, prije nego što se IMF-ov tim raziđe.

## Uloge
- Tom Cruise kao Ethan Hunt
- Hayley Atwell kao Grace
- Ving Rhames kao Luther Stickell
- Simon Pegg kao Benji Dunn
- Esai Morales kao Gabriel
- Pom Klementieff kao Paris
- Henry Czerny kao Eugene Kittridge
- Angela Bassett kao Erika Sloane